# ヴルト
ヴルト （Wœrth）は、フランス、アルザス地域圏、バ＝ラン県のコミューン。ヴォージュ北部自然公園（fr）の一部となっている。ドイツ・ラインラント＝プファルツ州と近い。

## 地理
自然区分上の地方であるウトル＝フォレ（fr）に属する。ライン川左岸の支流であるソエル川がまちを流れる。

## 由来
ヴルトのアルザス語では、「ヴェルト」と発音する。古いドイツ語でwoerthとは「陸地」を意味する。また「浅瀬」を意味するFürtも関連している。

## 歴史
1793年12月22日に起きたヴルト＝フロシュヴィレールの戦い（fr）で、ルイ＝ラザール・オッシュ将軍率いるモゼル軍が、ブラウンシュヴァイク＝ヴォルフェンヴュッテル公カール・ヴィルヘルムが率いるプロイセン軍と、ダゴベルト・フォン・ヴュルムゼル率いるオーストリア軍に勝利をおさめた。
普仏戦争中の1870年8月6日に起きたフロシュヴィレール＝ヴルトの戦い（fr）では、元帥パトリス・ド・マクマオンが敗北を喫した。

## 人口統計
| 1962年 | 1968年 | 1975年 | 1982年 | 1990年 | 1999年 | 2007年 |
| ------ | ------ | ------ | ------ | ------ | ------ | ------ |
| 1335   | 1475   | 1741   | 1710   | 1626   | 1670   | 1814   |